# Chapelle de Harzy
La chapelle de Harzy est un édifice religieux catholique classé situé à Harzy dans la commune de Bastogne en province de Luxembourg (Belgique). Construite en 1707, la chapelle est classée au patrimoine immobilier de Wallonie.

## Situation
La chapelle est bâtie au centre du village ardennais de Harzy, sur la rive droite du ruisseau de Harzy.

## Description
Ce sanctuaire dédié à Saint Armand et aux Saints Anges Gardiens possède une seule nef en moellons de grès blanchis. Il a été bâti en 1707, en remplacement d'un édifice du XVIe siècle. La tour assez massive est consolidée par d’imposants contreforts. La toiture en ardoises est devancée par un clocheton octogonal à deux étageslui-même surmonté par un coq en girouette. Un petit cimetière aux croix éparses délimité par un muret en grès entoure complètement l'édifice. 
Après la Seconde Guerre mondiale, la chapelle est délaissée et le culte n’y est plus pratiqué.